# Баранецкий, Осип Васильевич
О́сип (Ио́сиф) Васи́льевич Баране́цкий (1843—1905) — русский ботаник, ординарный профессор ботаники в Киевском университете. Член-корреспондент Петербургской академии наук (с 1897 года).

## Биография
Происходил из дворян Гродненской губернии православного исповедания; родился в 1843 году.
Первоначальное образование получил в Белостокской гимназии, которую окончил в 1860 году серебряной медалью. Поступил на историко-филологический факультет Московского университета, но в 1861 году перешёл на физико-математический факультет Императорского Санкт-Петербургского университета, курс которого окончил в 1866 году со степенью кандидата за сочинение «О строении сосудистых пучков Rumex crispus», которое было отмечено Ивановской премией (учился у А. С. Фаминцына и был оставлен при университете для приготовления к профессорскому званию стипендиатом с 1868 по 1870 годы). Состоял на службе в Санкт-Петербургском университете (1867—1869) в должности консерватора ботанического кабинета.
В 1870 году за диссертацию «Исследования над диосмосом по отношению его к растениям» (СПб., 1870) получил степень магистра ботаники и был командирован министерством за границу с учёною целью на два года. В 1870—1872 годах работал в Галле у А. де Бари и в Вюрцбурге у Ю. Сакса.
Вернувшись из-за границы, Баранецкий в 1873 году защитил докторскую диссертацию «Untersuchungen über die Periodicität des Blutens der krautartigen Pflanzen und deren Ursachen» (Галле, 1873; на русском языке в «Трудах Санкт-Петербургского общества естествознания», Т. IV, 1878), после чего определён был экстраординарным профессором по кафедре ботаники в университете Святого Владимира в Киеве, а в 1877 году утверждён ординарным профессором по занимаемой им кафедре и читал студентам анатомию и физиологию растений.
Основные труды Баранецкого посвящены осмотическим явлениям и гуттации у растений, проблемам фотосинтеза. Доказал симбиотическую природу лишайников (1867, совместно с А. С. Фаминцыным). Он исследовал причины периодического плача у травянистых растений, изучал зависимость транспирации растений от освещения и механических сотрясений, влияние света на движение плазмодиев, суточную периодичность роста стеблей и круговой нутации их, действие и распространение фермента диастазы в растениях. С середины 1880-х годов Баранецкий работал главным образом по анатомии растений, изучая утолщение стенок паренхимы, образование постоянных тканей в конусах нарастания стеблей.
Создал и усовершенствовал некоторые физиологические приборы (осмометр, ауксанометр).
Анатомии и физиологии растений посвящены и научные исследования Баранецкого, которые были напечатаны в «Bot. Ztg.» (1871, 1872, 1880), «Mem. de l’Acad. des sc. de St.-Pet.» (1867, 1879, 1883) и других изданиях русских и иностранных.
Вместе с А. С. Фаминцыным Баранецкий в 1867 году показал сложную природу лишайников и впервые выделил из лишайников зелёные клетки (гонидии), установив тождество их со свободноживущими водорослями. Фаминцын и Баранецкий обнаружили, что зелёные клетки в лишайнике — одноклеточные водоросли. Учёные идентифицировали их со свободноживущей водорослью требуксией (Trebouxia). Это открытие было воспринято современниками как «удивительнейшее».
Баранецкий обнаружил энзимы, способные растворять крахмал, в листьях и других частях растений, впервые показал, что для разрушения диастазы (in vitro) цельных (неизменённых) крахмальных зёрен необходимо присутствие небольших количеств кислоты.